# 우시타역
우시타(히로신 빅 웨이브 · 히로시마시 종합 옥내 수영장 앞)역(일본어: 牛田(ひろしんビッグウェーブ・広島市総合屋内プール前)駅, うした(ひろしんびっぐうぇーぶ・ひろしましそうごうおくないぽーるえき 우시타(히로신빗구우에에부 · 히로시마시소오고오오쿠나이푸우루마에)에키[*])은 일본 히로시마현 히로시마시 히가시구에 있는 히로시마 신교통 1호선의 역이다. 부역명은 "히로신 빅 웨이브 · 히로시마시 종합 옥내 수영장 앞(ひろしんビッグウェーブ・広島市総合屋内プール前)"이다.

## 개요
같은 한자를 쓰는 우시다역.
개업시부터 역 앞에있는 히로시마시 종합 옥내 수영장의 애칭 "빅 웨이브 앞"이 부역 이름으로 붙여지고 있으며, 명명권 (네이밍 라이츠) 도입 후 일부 안내 표기가 "히로신 빅 웨이브 앞"이 2025년 1월 7일 부역명은 "히로신 빅 웨이브 · 히로시마시 종합 옥내 수영장 앞"으로 바뀌었다.
히로신 빅 웨이브 · 히로시마시 종합 옥내 수영장 앞 우시타역. 뭐야??????? 라고 생각했습니다만, 히로시마시 종합 옥내 수영장의 것 같습니다.

## 타는 곳
섬식 홈 1면 2선의 고가역. 홈에서 1층 내린 곳에 발매기·개찰구가 있다. 스테이션 칼라는 ■녹색.
| 1 | ■ 하행 | 후도인마에 · 기온신바시기타 · 나카스지 · 오마치 · 비샤몬다이 · 야스히가시 · 다카도리 · 초라구치 · 오바라 · 오두카 · 고이키코엔마에 · 사쓰키가오카2 · 고이우에 · 니시히로시마 방면 |
| 2 | ■ 상행 | 신하쿠시마 · 겐초마에 · 혼도리 방면 |

## 사진

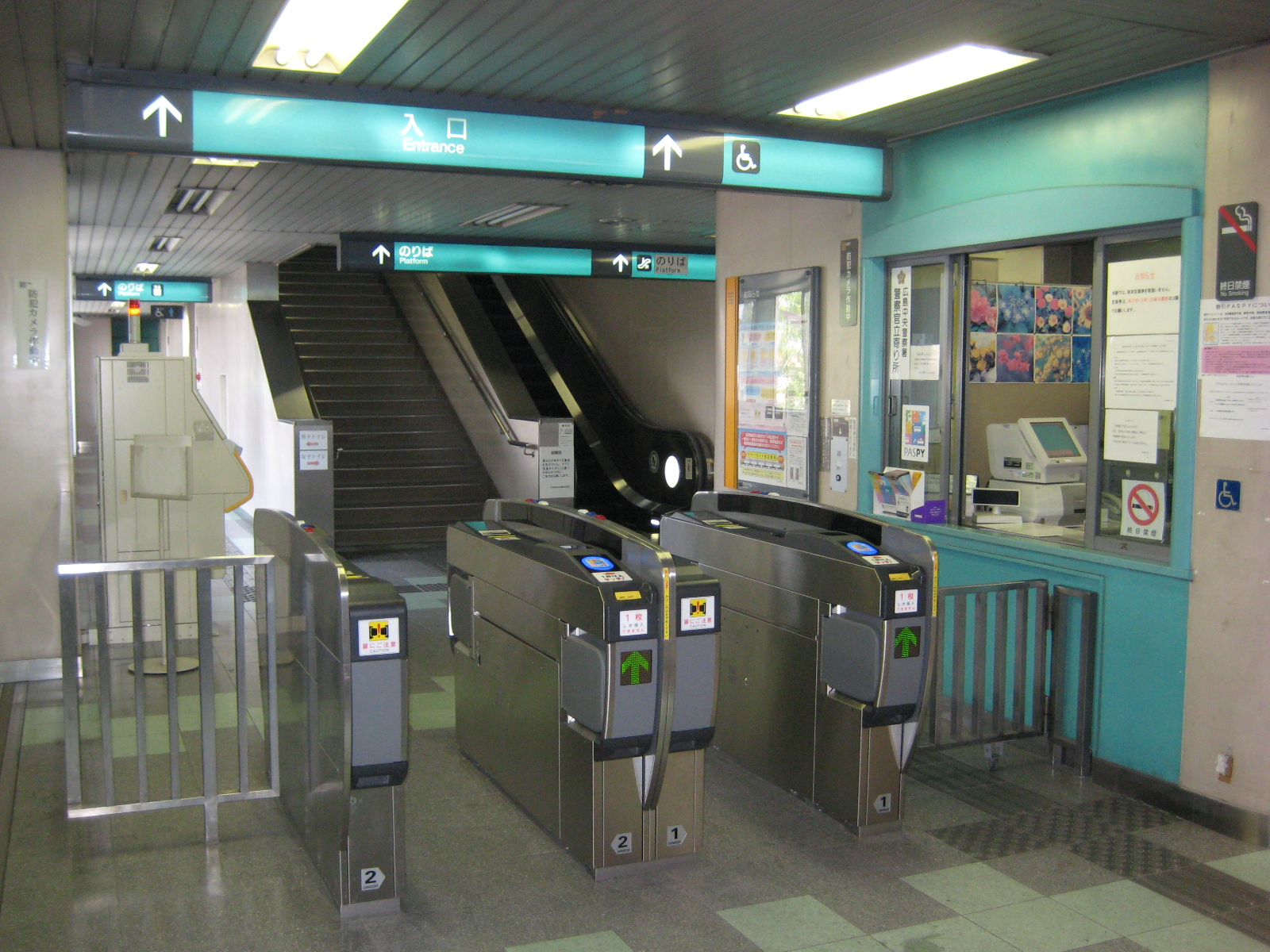
개찰구(2009년 8월 19일) (부역명 "히로신 빅 웨이브 · 히로시마시 종합 옥내 수영장 앞" 변경 전)
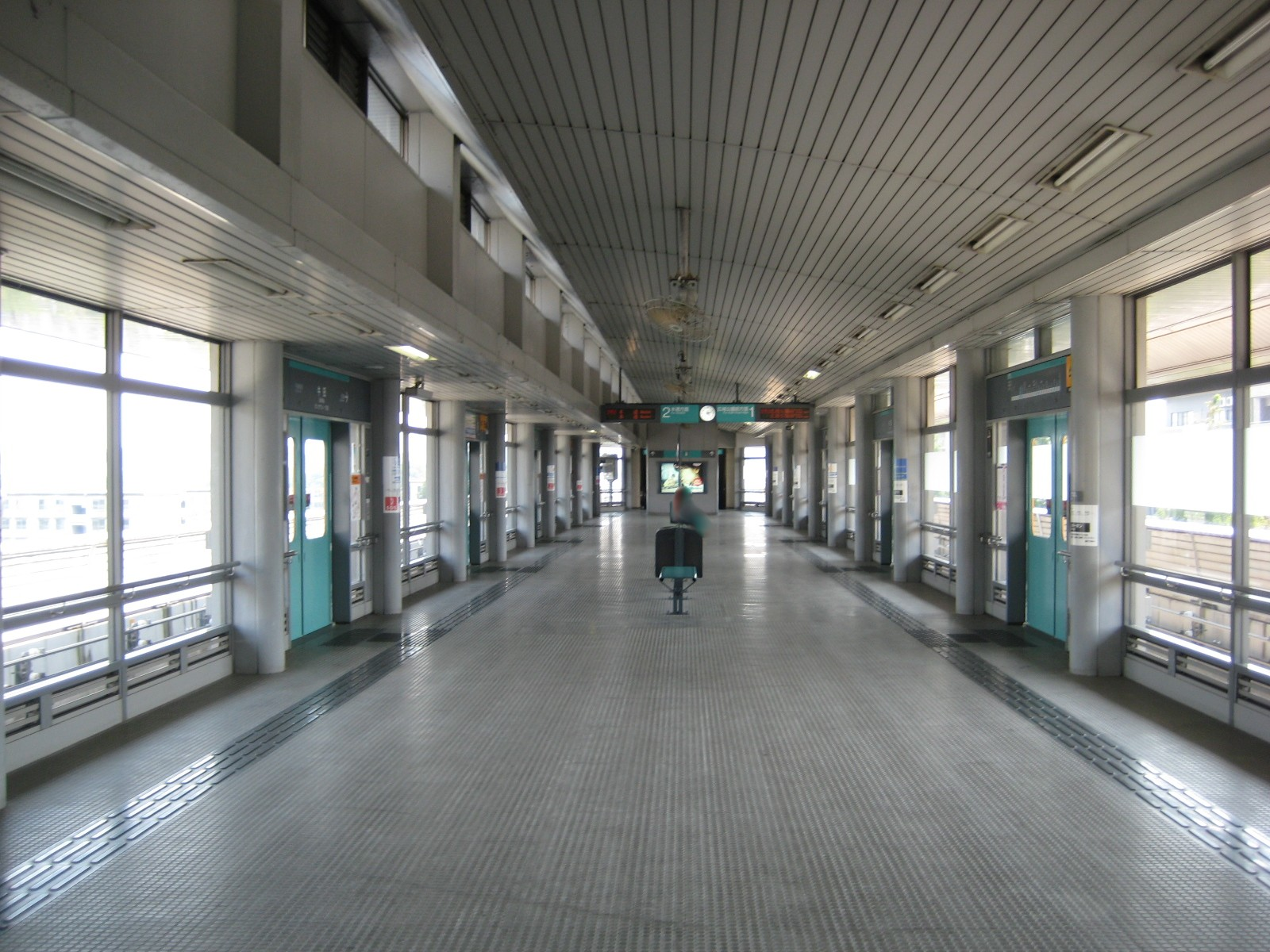
승강장(2009년 8월 19일) (부역명 "히로신 빅 웨이브 · 히로시마시 종합 옥내 수영장 앞" 변경 전)
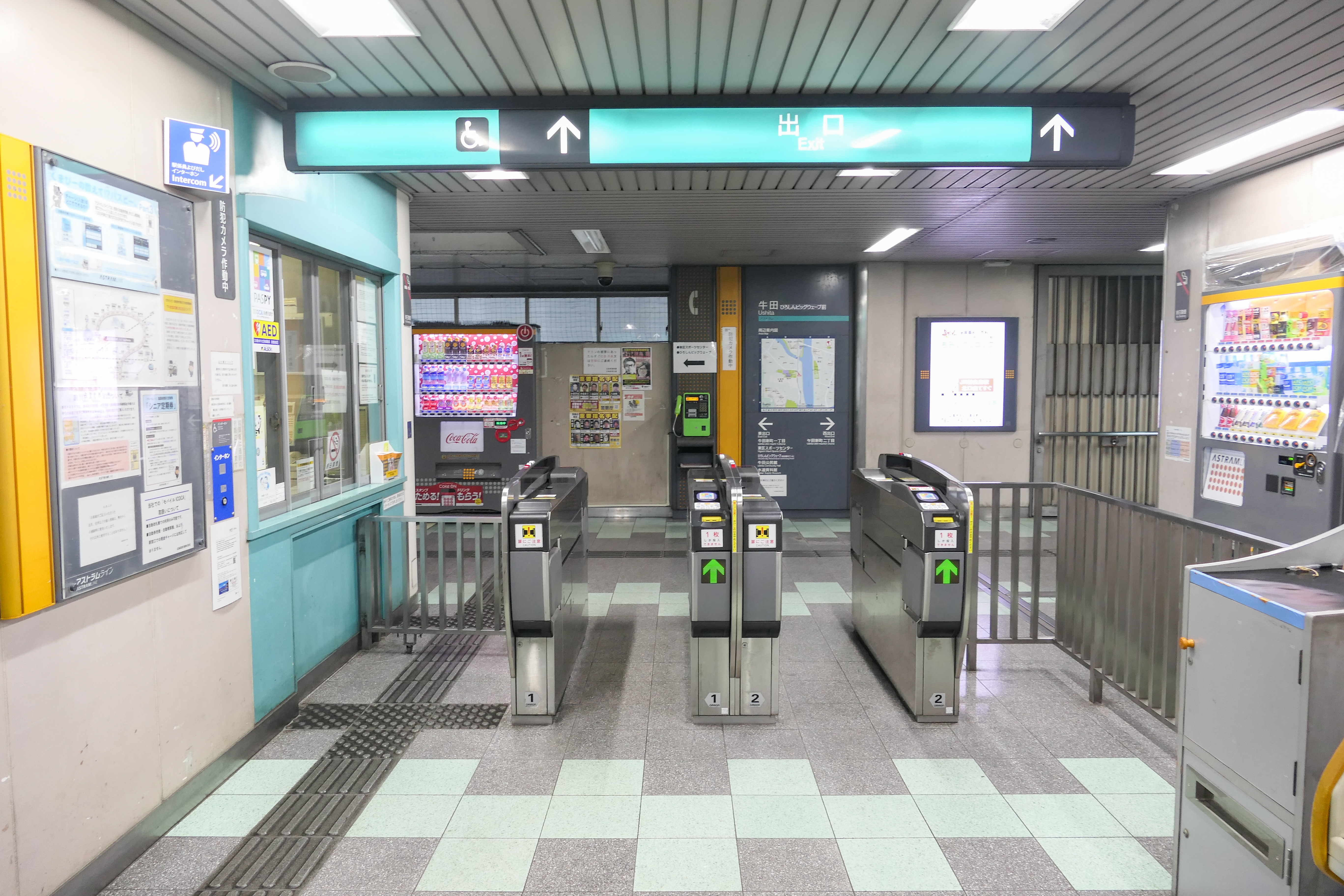
개찰구(2023년 12월 31일) (부역명 "히로시마시 종합 옥내 수영장 앞" 추가 전)
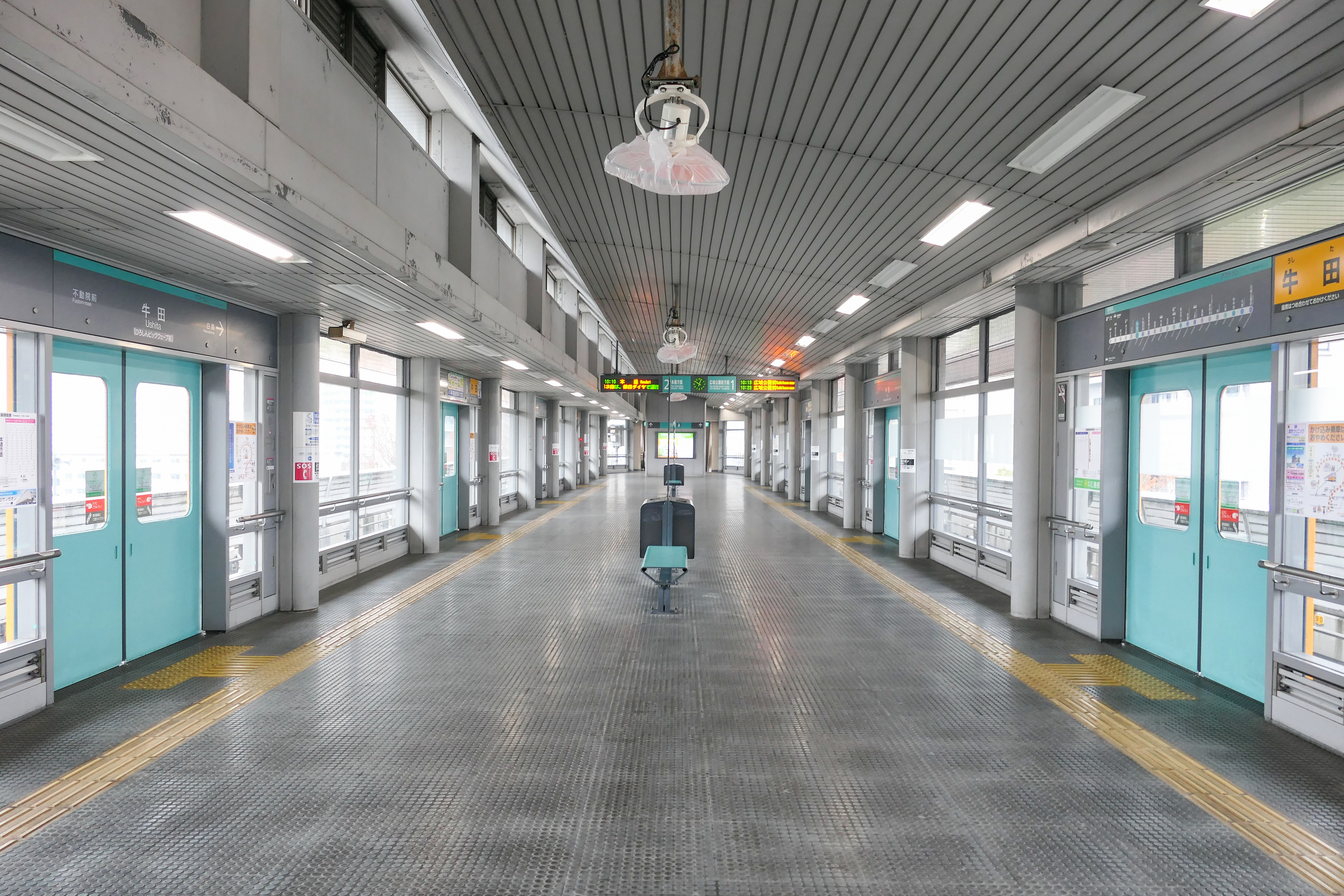
승강장(2023년 12월 31일) (부역명 "히로시마시 종합 옥내 수영장 앞" 추가 전)

## 같이 보기
- 히로시마 고속 교통 히로시마 신교통 1호선
- 히로시마 고속 교통

| 히로시마 고속 교통 히로시마 신교통 1호선 | 히로시마 고속 교통 히로시마 신교통 1호선 | 히로시마 고속 교통 히로시마 신교통 1호선 |
| ---------------------------------------- | ---------------------------------------- | ---------------------------------------- |
| 하쿠시마 혼도리 방면                     | ■ 아스트램 라인                          | 후도인마에 고이키코엔마에 방면           |